# Hyundai ix35 FCEV

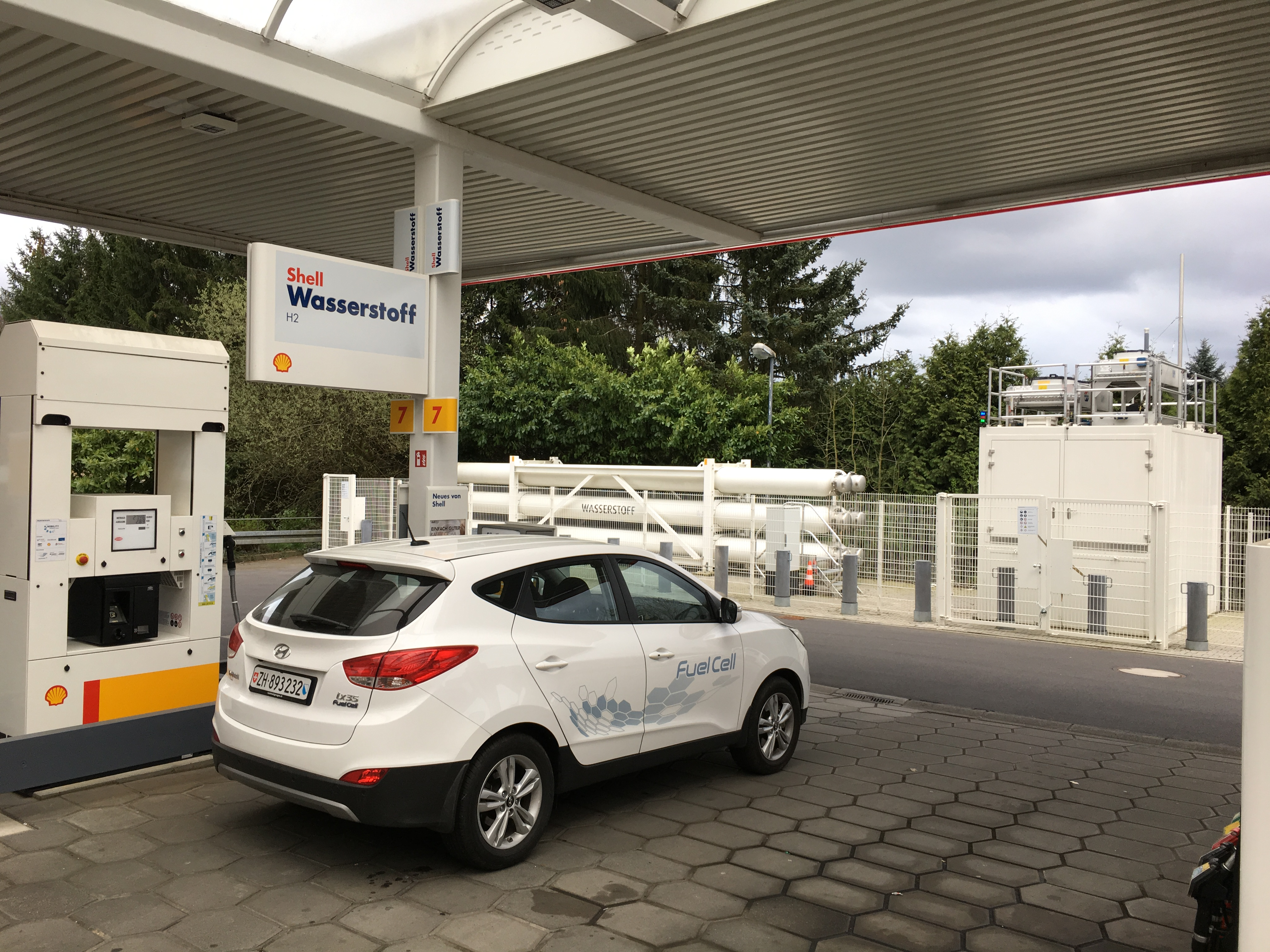
Hyundai ix35 Fuel Cell an Tankstelle in Wuppertal.

Der Hyundai ix35 FCEV (Fuel Cell Electric Vehicle) oder Hyundai ix35 Fuel Cell auf Basis des Hyundai ix35 ist ein Wasserstoff-Brennstoffzellenfahrzeug des südkoreanischen Herstellers Hyundai. Der ix35 Fuel Cell wurde von 2013 bis 2018 in Kleinserie in Ulsan (Südkorea) hergestellt und zählt damit zu den ersten unter Serienbedingungen hergestellten Brennstoffzellenfahrzeugen. Im Januar 2018 wurde das Nachfolgemodell Hyundai Nexo vorgestellt.

## Geschichte
Von 2013 bis 2018 wurde der ix35 Fuel Cell von Hyundai in Korea produziert. Zunächst war bis 2015 eine Kleinserie von 1.000 Fahrzeugen geplant, von denen etwa 900 an ausgewählte Firmenkunden in Europa und der Rest in Kalifornien ausgeliefert werden sollten. Danach sollten weitere 10.000 Fahrzeuge folgen, die auch an Privatkunden ausgeliefert werden. Hyundai gab im November 2015 an, bis Jahresende 250 Fahrzeuge in Europa ausgeliefert zu haben, 120 davon sollen in Deutschland unterwegs sein. Mitte 2017 lag die Anzahl der insgesamt abgesetzten Fahrzeuge unter 1.000.
Der ix35 Fuel Cell war in Deutschland ab Mitte 2015, in der Schweiz ab 2016, auch für Privatkunden erhältlich und konnte entweder geleast oder für etwa 65.000 Euro gekauft werden.
In der Schweiz (Empa in Dübendorf) und in Italien (Bozen, Südtirol) kann er als Leihwagen gegen Gebühr ausgeliehen werden.
Von Sommer 2016 bis Mitte 2018 waren 50 der ix35 Fuel Cell von BeeZero in München für den weltweit ersten Betrieb eines Carsharing-Systems mit Wasserstoffautos eingesetzt. Im März 2018 kündigte BeeZero an, dass der Betrieb am 30. Juni 2018 eingestellt wird, weil ein wirtschaftlicher Betrieb nicht möglich sei. Nach einer Einschätzung im Handelsblatt hätte man für einen wirtschaftlichen Betrieb in größerem Umfang in das Geschäft einsteigen müssen. Der Car-Sharing Anbieter Book-n-drive im Rhein-Main-Gebiet verfügt seit September 2018 über sechs ix35 Fuel Cell in seiner Flotte.

## Technik
Der Hyundai ix35 Fuel Cell wird von einem Elektromotor mit einer Leistung von 100 kW (136 PS) angetrieben. Das maximale Drehmoment der Asynchronmaschine liegt bei 300 Nm. Die Beschleunigung von 0 auf 100 km/h erfolgt in 12,5 Sekunden und die Höchstgeschwindigkeit des Fahrzeugs liegt bei 160 km/h. 
Die Leistung für den Elektroantrieb wird von einer Polymerelektrolytbrennstoffzelle mit einer maximalen Ausgangsleistung von 100 kW bereitgestellt. Zudem verfügt das Fahrzeug zum Boosten und zur Rekuperation von Bremsenergie über eine Lithium-Ionen-Polymerbatterie mit einem Energieinhalt von 0,95 kWh. Die maximale Batterieleistung beträgt 24 kW.
Eine Tankfüllung der beiden Wasserstofftanks umfasst 5,64 kg Wasserstoff bei 700 bar Druck und soll für eine Reichweite von knapp 594 km reichen. Das innere Volumen der Tanks beträgt 144 L. Der Wasserstoffverbrauch liegt nach NEFZ bei 0,95 kg pro 100 km. Das Füllen der Tanks erfolgt an Wasserstofftankstellen und dauert etwa 3 Minuten.

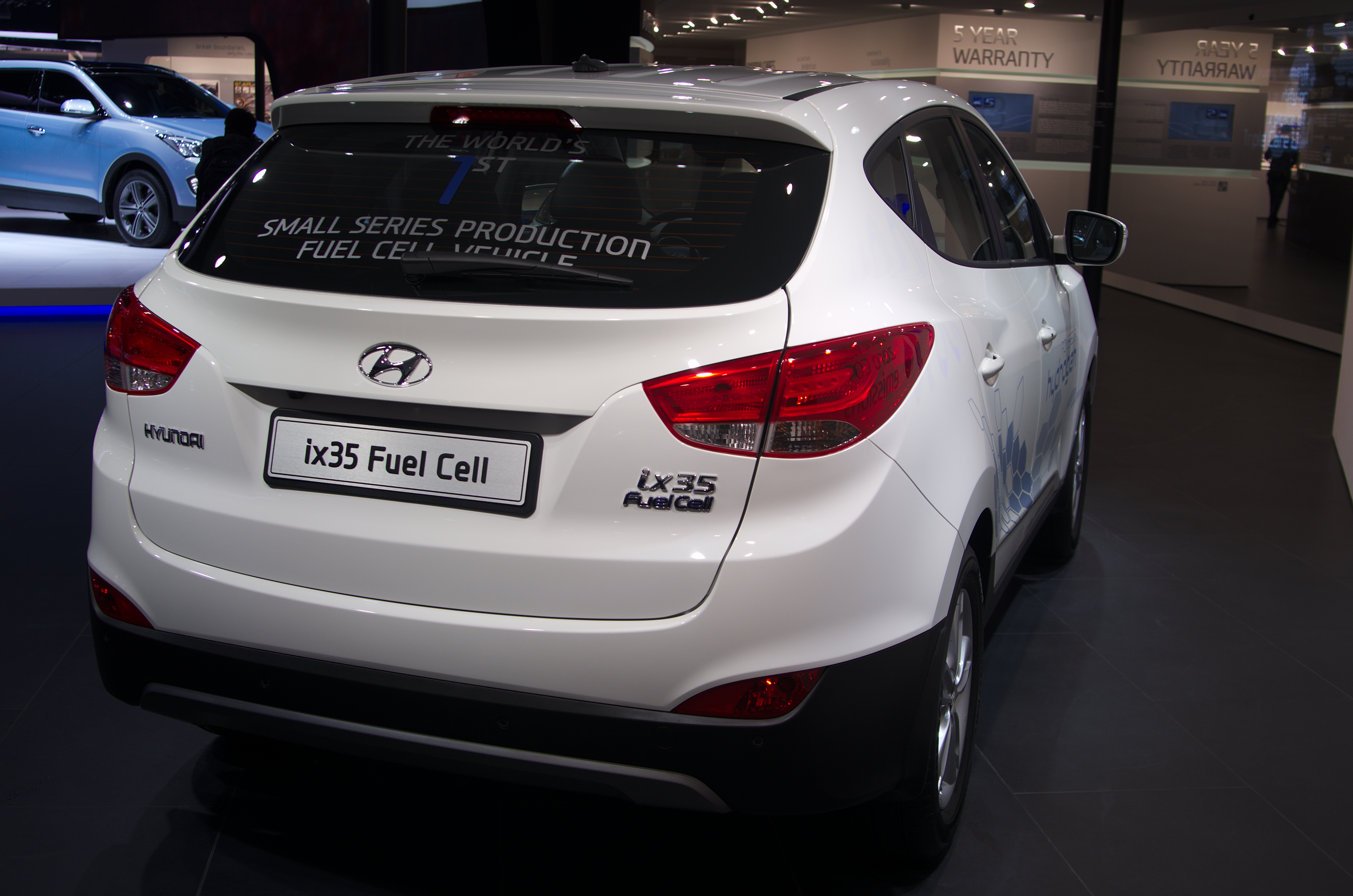
ix35 Fuel Cell, Rückansicht
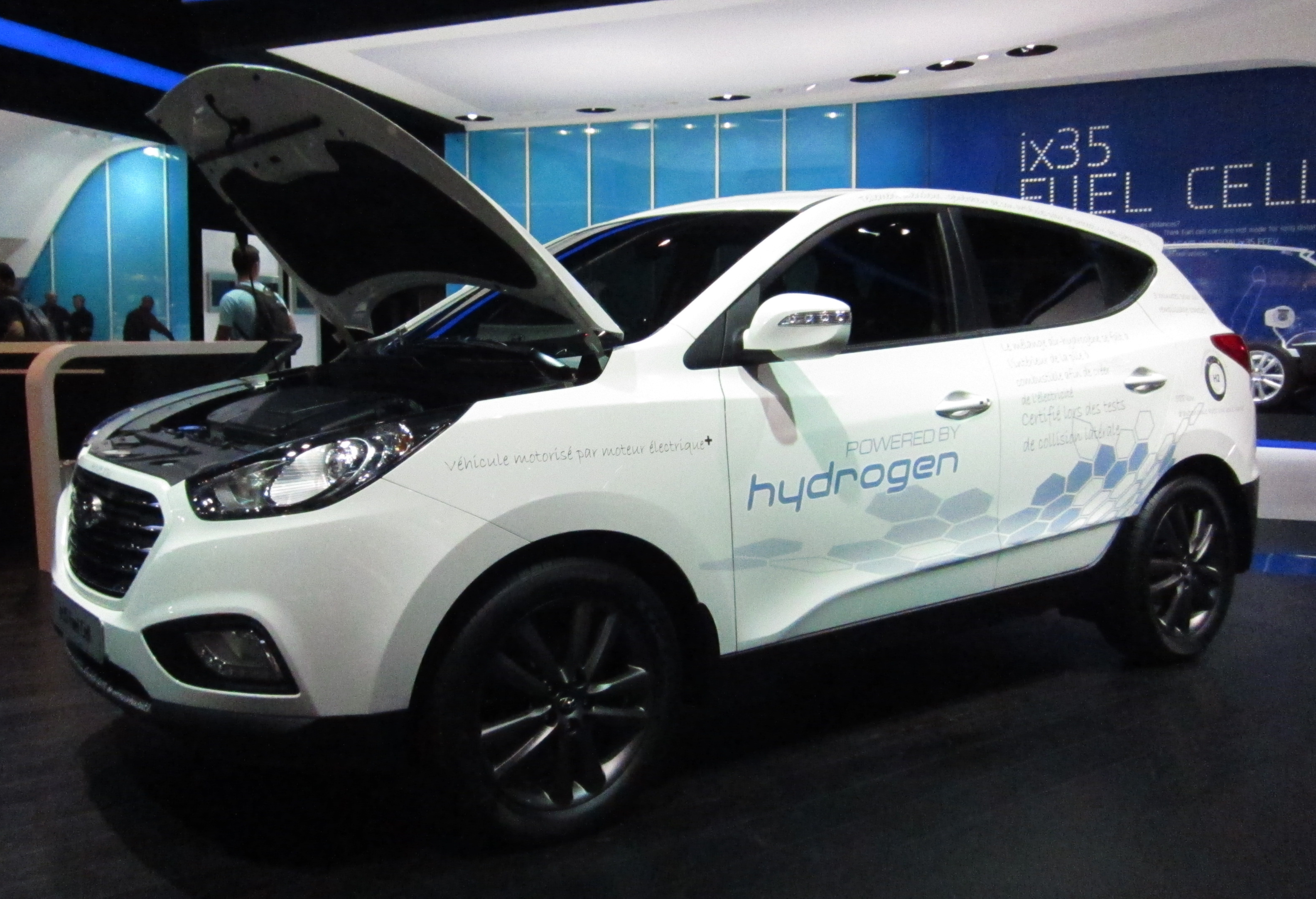
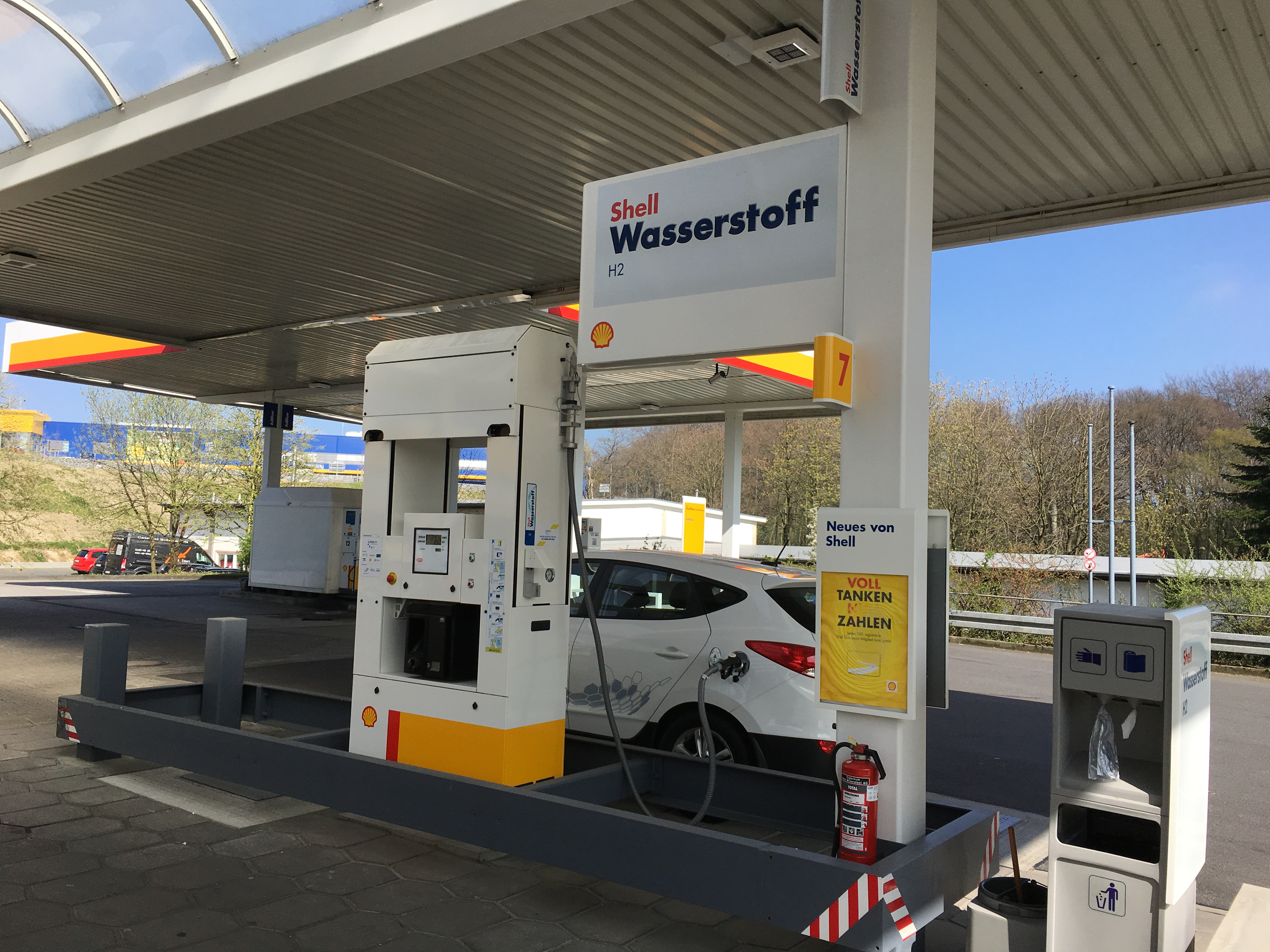
ix35 Fuel Cell beim Tanken (in Wuppertal)

## Zulassungszahlen in Deutschland
Im Verkaufsjahr 2015 wurden in der Bundesrepublik Deutschland 72 Hyundai ix35 Fuel Cell neu zugelassen. 2016 waren es 24 Fahrzeuge. Im Jahr 2017 wurden 18 Fahrzeuge neu zugelassen.
| Jahr                                                          |      |  | Stück |    |
| 2014                                                          | 2014 |  | 0     | 0  |
| 2015                                                          | 2015 |  | 72    | 72 |
| 2016                                                          | 2016 |  | 24    | 24 |
| 2017                                                          | 2017 |  | 18    | 18 |
| 2018                                                          | 2018 |  | 0     | 0  |
| Zulassungszahlen in Deutschland, Quelle: Kraftfahrt-Bundesamt |      |  |       |    |